# 東京都公立学校教職員組合
東京都公立学校教職員組合（とうきょうとこうりつがっこうきょうしょくいんくみあい、略称：東京教組（とうきょうきょうそ））は、東京都の公立学校（幼稚園・小学校・中学校）に働く教職員の職員団体、労働組合である。
主に義務制の教員を組織対象とし、日教組、連合東京に加盟している。2011年10月1日時点での組合員数は947名で、同じく義務制の教職員を主な組織対象とする東京都教職員組合（都教組）の6分の1程度である。
東京で30人学級を実現する連絡会、教科書情報資料センター、部落解放同盟東京都連合会等と友好関係にある。

## 概要
1970年代以後、都教組は日教組内反主流派（共産党系）の有力単組であり、1980年には統一労組懇への加入をめぐり、日教組が都教組を査問する事態にまで発展した。
1989年9月の全国大会で日教組が連合加盟を決定した際、都教組を含む反主流派の大半は大会をボイコットし、日教組は後戻りできない右転落の過程にはいったと批判、別組織作りを進め、日教組を事実上離脱、全日本教職員組合協議会（全教の前身）を結成した。そのため、都教組内の大田区、杉並区、世田谷区、八王子市など、日教組方針を支持する支部を中心とした組合員は都教組から分裂して東京教組を結成した。
日教組は1989年12月の臨時大会で、都教組を含む全教加盟組織を「日教組を離脱したものと見なす」ことを決定、代わりに東京教組や大阪教組（大阪府教職員組合）など、全教加盟組織から日教組支持派が分離して結成された新組織の加盟を承認した。